# シャーロット・ハウ (ハウ子爵夫人)

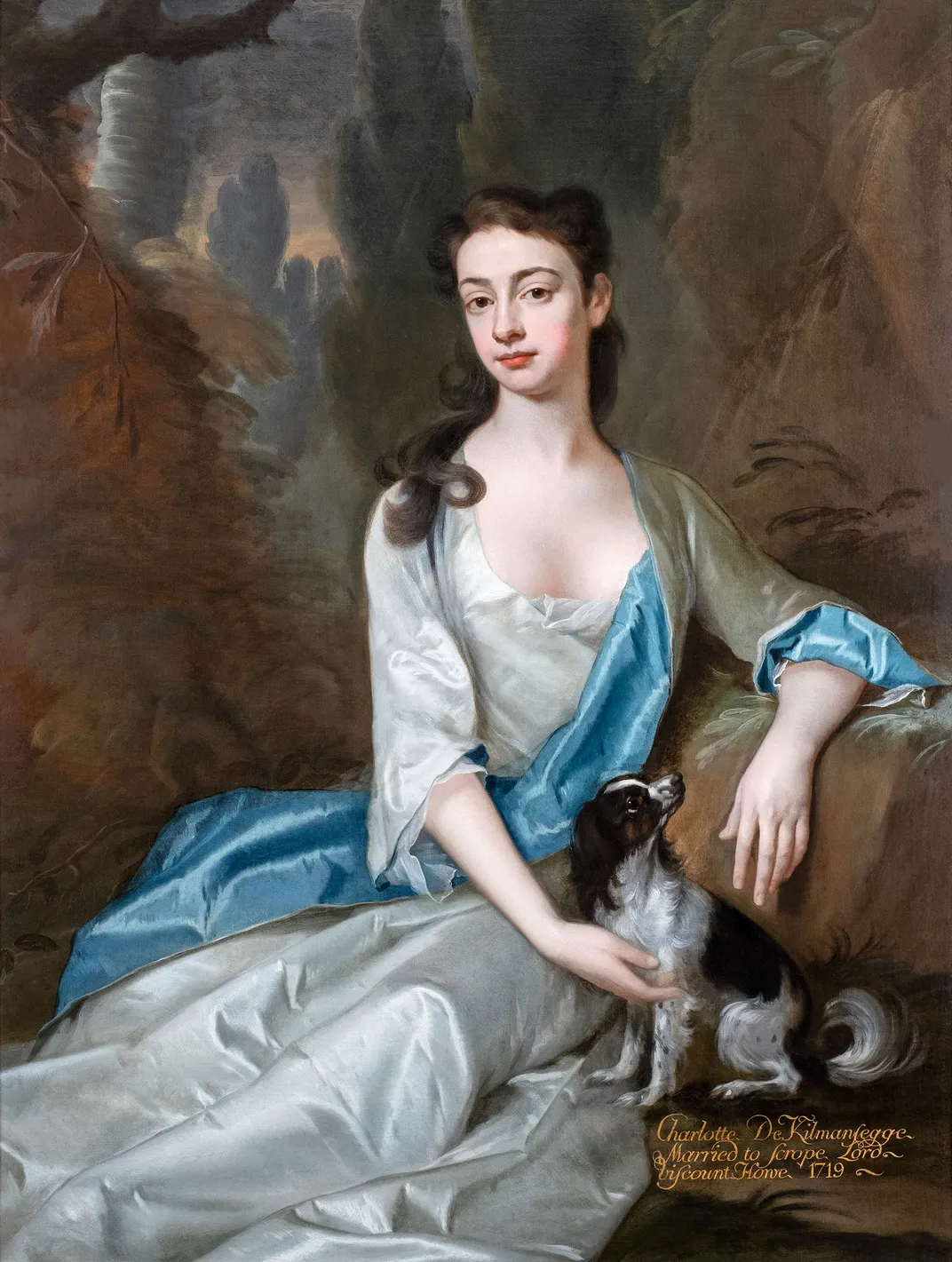
イーノック・シーマンによる肖像画、1719年。

ハウ子爵夫人メアリー・ソフィア・シャーロット・ハウ（英: Mary Sophia Charlotte Howe, Viscountess Howe、1695年10月30日洗礼 – 1782年6月13日）は、グレートブリテン王国の貴族夫人。40歳で夫を亡くした後、子爵家のノッティンガムシャーにおける影響力を行使して、家族の利益を守った。

## 生涯
ヨハン・アドルフ・フォン・キールマンゼック男爵とダーリントン女伯爵ゾフィア・シャルロッテの娘として、ハノーファーで生まれ、1695年10月30日にケンブリッジシャーのホースヒースで洗礼を受けた。母の異母兄はハノーファー選帝侯ゲオルク・ルートヴィヒ（のちのイギリス国王ジョージ1世）であり、2人が愛人関係でシャーロットの実父がゲオルク・ルートヴィヒであるという噂が流れたが、20世紀の歴史学者の間では事実ではないことが通説になっている。フォン・キールマンゼック男爵一家は1714年にジョージ1世とともにイギリスに移住した。
1719年4月8日、第2代ハウ子爵エマニュエル・スクロープ・ハウと結婚した。4月15日、ジョージ1世はハウ子爵夫婦に750ポンドの年金を与え、後に1,250ポンドに増額した。ハウ子爵の叔父エマニュエル・スクロープ・ハウが1700年代に在ハノーファーイギリス特命公使を務めたため、『オックスフォード英国人名事典』はハウ家がハノーファーで知られている家族であるとした。
シャーロットが1720年4月7日にイギリスに帰化した後、ハウ子爵夫婦は6男4女をもうけた。
- スクロープ（Scrope） - 夭折[4]
- ジョン - 夭折[4]
- ジョージ・オーガスタス（1724年ごろ – 1758年7月6日） - 第3代ハウ子爵[4]
- リチャード（1726年3月19日 – 1799年8月5日） - 第4代ハウ子爵、初代ハウ伯爵[4]
- トマス（1728年ごろ – 1771年11月14日） - 庶民院議員、生涯未婚[5]
- ウィリアム（1729年8月10日 – 1814年7月12日） - 第5代ハウ子爵[4]
- キャロライン（1814年6月28日没） - ジョン・ハウ（John Howe、1707年ごろ – 1769年9月1日）と結婚[4]
- ソフィア・シャーロット（1787年6月2日埋葬） - 1752年8月13日、ロバート・フェティプレイス（Robert Fettiplace、1730年/1731年 – 1799年1月12日）と結婚[4]
- ジュリアナ（1803年3月没）
- メアリー（1819年5月26日没） - 1763年6月21日、サー・ウィリアム・オーガスタス・ピット（英語版）と結婚、子供なし[6]

1732年に夫がバルバドス総督に任命されると、シャーロットは夫とともにバルバドスに向かったが、夫は1735年に同地で客死した。帰国後、1745年にウェールズ公妃オーガスタの寝室女官（lady of the bedchamber）に任命されたが、ノッティンガムシャーにおいてハウ家と首相ヘンリー・ペラム一家が政治的に協力したことによるとされる。しかしノッティンガム選挙区選出庶民院議員だった長男が1758年に死去して、ヘンリー・ペラムの兄にあたる首相ニューカッスル公爵が補欠選挙で現職議員であるシャーロットの次男を推薦すると、シャーロットは代わりに現職議員でない四男を推薦して、ハウ家が2議席確保できるよう行動した。
1761年から1762年にかけて弟の息子フリードリヒとカールがイングランドを訪れたときは2人を歓迎し、自身も1763年と1770年にドイツを訪れた。
晩年にも社交界で活躍して、アメリカ独立戦争に軍人として参戦した息子たちを擁護した。1778年4月30日、シャーロットの年金は娘ジュリアナが受給する形で更新された。
1782年6月13日にメイフェアのアルベマール・ストリートにある自宅で死去、23日にハウ子爵家の地所があるノッティンガムシャーのランガーで埋葬された。